# 迫田郭志
迫田 郭志（さこだ ひろし、1996年5月1日 - ）は、日本の男子バレーボール選手である。

## 来歴
鹿児島県指宿市出身。実家は農業を営んでおり、9人制バレーボールの実業団に所属していた父の影響で、小学校2年生の時にバレーボールを始める。姉、兄も学生時代はバレーボールをしており、兄とは大学時代に同じチームでプレーしていた。
鹿児島県指宿市立開聞小学校、開聞中学校を経て、鹿児島市立鹿児島商業高校に進学し、高校2年生の時に全日本バレーボール高等学校選手権大会で準優勝。高校卒業後、広島県の福山平成大学に進学し、2018年の全日本バレーボール大学男女選手権大会でキャプテンとしてチームを率い、準優勝に導く。
2018年10月、FC東京に内定。2019年入団。
2021年、2020-21シーズン終了をもって堺ブレイザーズ（現・日本製鉄堺ブレイザーズ）に移籍した。
2023年、堺ブレイザーズの副将に就任した。
2024年4月、堺からの退団が発表となり、6月にVC長野トライデンツへの入団が発表された。
2025年4月、2024-25シーズン限りでの退団が発表された。5月21日に自由交渉選手として公示。6月に地元チームのフラーゴラッド鹿児島入団が発表された。

## 所属チーム
- 鹿児島商業高等学校（2012-2015年）
- 福山平成大学（2015-2019年）
- FC東京（2019-2021年）
- 堺ブレイザーズ/日本製鉄堺ブレイザーズ（2021-2024年）
- VC長野トライデンツ（2024-2025年）
- フラーゴラッド鹿児島（2025年-）